# 丹地縣
丹地縣（英語：Dundy County）是美國內布拉斯加州南部的一個縣，西鄰科羅拉多州，南鄰堪薩斯州。面積2,385平方公里。根據美國2000年人口普查，共有人口2,292人。縣治本克爾曼（Benkelman）。
成立於1873年2月27日。縣名紀念內布拉斯加準州議員、最高法院法官，聯邦巡迴上訴法院法官埃爾默·S·丹地（Elmer S. Dundy）。